# Kartasura (plaats)
Kartasura is een bestuurslaag in het regentschap Sukoharjo van de provincie Midden-Java, Indonesië. Kartasura telt 15.180 inwoners (volkstelling 2010).